# The Legend of Zelda: Breath of the Wild
The Legend of Zelda: Breath of the Wild (ゼルダの伝説 ブレス オブ ザ ワイルド, Zeruda no Densetsu Buresu obu za wairudo) (lit. "La Llegenda de Zelda: Alè de la Natura") és un videojoc d'acció-aventura desenvolupat i publicat per Nintendo per a les consoles Nintendo Switch i la Wii U. El joc forma part de la sèrie The Legend of Zelda, i segueix l'amnèsic protagonista Link, que es desperta després de cent anys per una veu misteriosa que el guia per derrotar a Calamity Ganon abans que pugui destruir el regne de Hyrule.
La jugabilitat i mecànica del joc constitueixen una desviació quant a les bases de la sèrie, destacant un entorn de món obert, un motor detallat, gràfics en alta definició i doblatge. Anunciat el 2013, el joc va ser inicialment planejat per sortir només a la Wii U el 2015, però va ser endarrerit dues vegades abans d'anunciar-se la data de 3 de març de 2017. Breath of the Wild va ser un títol de llançament per a la Switch, així com l'últim joc produït per Nintendo per a la Wii U.
Breath of the Wild ha estat aclamat pels crítics, qui l'anomenen un dels millors videojocs mai creats. Els crítics han guardonat la jugabilitat de món obert i supervivència que anima a l'experimentació del jugador, amb molts anomenant-lo un títol clau en el disseny de videojocs de món obert, tot i tenir alguns problemes menors amb el rendiment tècnic.

## Jugabilitat
The Legend of Zelda: Breath of the Wild difereix de molts jocs de la sèrie The Legend of Zelda, ja que inclou un entorn de món obert dotze vegades més gran que el de Twilight Princess, amb menys èmfasi en entrades i sortides concretes d'àrees. Com amb l'original The Legend of Zelda, el jugador es col·loca dins el món del joc amb molt poques instruccions, i se li permet explorar lliurement a la seva manera.
Prenent el control d'en Link, els jugadors poden explorar lliurement Hyrule, amb accions com córrer, escalar, nedar i planejar utilitzant stamina. A diferència d'altres jocs on en Link obté armes clau específiques per a un ús permanent, el jugador ha de buscar diversos ítems de l'entorn, com armes, arcs i escuts, que poden destrossar-se si s'utilitzen amb excés. Molts ítems tenen múltiples usos; per exemple, branques d'arbre poden ser utilitzades per encendre foc, i els escuts per improvisar planxes de snowboard, una pràctica coneguda al joc com a surfeig sobre escut. Els jugadors també poden obtenir diversos materials i menjar, així com carn d'animals caçats, parts de monstres d'enemics derrotats, o gemmes de reserves de minerals. Cuinant diverses combinacions de menjar o materials, el jugador pot crear plats i exilirs que poden reomplir la salut i l'stamina d'en Link, o oferir alteracions de l'estat temporals com més velocitat o resistència davant entorns freds.
Proper al principi del joc, en Link obté múltiples poders de runa instal·lats a la seva pissarra Sheikah, que també pot ser utilitzat per posar punts en un mapa i prendre fotografies. Aquests inclouen bombes remotes, que venen en formats esfèrics i cúbics; l'imant, per atraure objectes metàl·lics; la panna de gel, per formar blocs de gel a superfícies aquàtiques; i el paralitzador, que temporalment atura certos objectes en el temps, durant el qual el jugador pot utilitzar energia cinètica que s'alliberarà un cop el temps es reprengui. Els jugadors hauran d'estar atents a l'entorn climàtic i als canvis de temps; per exemple, els entorns freds perjudicaran a en Link a menys que porti roba per escalfar-lo o ingereix menjar picant, mentre que els llamps estaran més atrets a objectes metàl·lics durant les tempestes elèctriques.
Repartits pel món de Hyrule hi ha torres i santuaris; activant-los afegeix punts d'entrada on el jugador pot teletransportar-s'hi quan vulgui. Activant les torres afegeix el territori del voltant al mapa del jugador, encara que els noms concrets no s'afegeixen fins que el jugador explori aquesta àrea per si sol. Els santuaris substitueixen les masmorres tradicionals de la sèrie, però en aquest cas consisteixen en desafiaments més petits basats en resolució de trencaclosques i lluites contra oponents robòtics, amb alguns santuaris requerint de trencaclosques de ser solucionats a fora abans d'entrar. Completant aquests santuaris s'aconsegueixen símbols de vàlua, que es poden bescanviar per contenidors de vida addicionals o una porció d'stamina disponible més. També estan repartits pel món diversos trencaclosques petits on s'amaguen els Koroks. Resolent aquests trencaclosques s'aconsegueixen llavors de Korok, que es poden bescanviar per expandir l'espai de l'inventari per a armes, escuts i arcs. Si el jugador compleix certes condicionals, poden desbloquejar un final alternatiu del joc.

### Compatibilitat amb amiibo
El joc és compatible amb múltiples figures amiibo que poden alterar la jugabilitat. Cada amiibo pot ser escenajat només una vegada al dia.
- Llop Link: invoca al llop Link com a company per ajudar a en Link lluitar contra enemics i portar els cors actuals desats dins l'amiibo després de jugar a la masmorra Cave of Shadows de Twilight Princess HD.[11]
- Link (arquer): aconsegueix objectes com carn i peix, així com arcs i fletxes.[10]
- Link (genet): aconsegueix zetes i armes, així com eines per a cavalls.[10]
- Zelda: aconsegueix plantes i escuts.[10]
- Bokoblin: aconsegueix carn i armes.[10]
- Guardian: aconsegueix materials ancestrals (després el jugador tria com utilitzar-los).[10]

Si els jugadors interactuen amb alguns amiibo de la sèrie Zelda per a Super Smash Bros., rebran objectes especials en cofres. Si interactuen amb altres amiibo no relacionats amb la sèrie, rebran carn i fruita.

## Argument
En el passat, totes les races de Hyrule vivien juntes en harmonia, amb l'aura blava del Sheikah proveint vida a la terra, i tothom es beneficiava de l'avançada tecnologia del Sheikah. Tot això va acabar quan una bèstia que tenia el nom de Calamity Ganon va aparèixer. L'Heroi i la Princesa van intentar aturar el malvat, però l'Heroi finalment va perdre. Així com van ajudar a la Princesa per ocupar-se de les ferides de l'Heroi, el Sheikah, com a última opció, va despertar un exèrcit firmat per quatre bèsties divines i una massiva quantitat de guardians mecànics, que havien creat en secret. Van provar de ficar a Calamity Ganon dins el castell de Hyrule, però durant la batalla, el poder del monstre va posar al seu exèrcit en contra de Hyrule, i aterroritzats, el rei de Hyrule i el seu poble van desterrar el Sheikah de la terra.
En el present, l'amnèsic Link es desperta d'un somni profund, i una misteriosa veu el guia a descobrir què ha passat amb el regne de Hyrule en ruïnes. En Link coneix un home vell i li explica que Calamity Ganon està tancat al castell de Hyrule des de fa cent anys. Mentre està atrapat, Calamity Ganon continua obtenint poder, i en Link l'haurà de vèncer abans que aconsegueixi ser lliure i destrueixi el món.

## Desenvolupament

Link acompanyat de Wolf Link, tal com es veu a una imatge publicada durant l'E3 2016.

El productor de la sèrie The Legend of Zelda, Eiji Aonuma, va reiterar en diverses ocasions la idea de "reformular les convencions de Zelda", un concepte que primer va intentar canviar l'estil de la jugabilitat de la sèrie a una jugabilitat no-lineal, de món obert i basada en objectius en el videojoc de 2013 The Legend of Zelda: A Link Between Worlds, reminiscent de l'original The Legend of Zelda. Durant la setmana de l'E3 2014, Aonuma va manifestar a una entrevista amb Kotaku que una de les maneres amb la que volia canviar les convencions de Zelda era reformar els calaboços i la resolució de trencaclosques, dos elements molt importants al sistema de joc de la sèrie. Aonuma també va dir que la història del joc és totalment opcional, i que els jugadors poden arribar al final del joc sense avançar-hi.
El joc va ser originalment creat i ensenyat amb funcions de pantalla tàctil per a la Wii U, però els desenvolupadors van pensar que la pantalla principal es distanciaria del joc. Les funcions van ser eliminades quan el joc va passar a desenvolupar-se tant per a Wii U com per a Nintendo Switch. El comandament també va afectar les animacions del joc.
Tot i que Link és canònicament esquerrà a molts dels jocs de Zelda, Link és dretà en aquest joc. Aonuma ha explicat que "quant a coses de dretans quan pensem en quina mà utilitzarà en Link, pensem en l'esquema de comandament. Amb el Game Pad, els butons amb què utilitzaràs l'espasa seran a la dreta, per tant ell és dretà".
El joc també marca el primer cop que s'inclouen veus en una entrega principal de Zelda, encara que aquestes es limiten a certs personatges, com ara la Princesa Zelda. Aonuma es va sorprendre el primer cop que va sentir un personatge amb una veu humana dins el joc, així que volia que els jugadors rebessin la mateixa impressió. Segons Aonuma, només s'havien de tenir veus escenes clau del joc, però com que hi ha moltes seqüències, l'equip va decidir que totes les escenes en tindrien. El joc ha estat totalment doblat a set llengües tant amb text com veus.
Aonuma va dir que l'estil artístic del joc ha estat inspirat en guaix i en plenairisme per identificar el vast món obert. La música original del joc ha estat composta per Manaka Kataoka, qui ha treballat amb les bandes sonores de The Legend of Zelda: Spirit Tracks (sota el nom en clau de Manaka Tominaga), i Yasuaki Iwata, que prèviament havia treballat com a compositor i arranjador de les bandes sonores de dos jocs anteriors de la companyia. Monolith Soft, el desenvolupador dels jocs de món obert semblants de la sèrie Xenoblade Chronicles, va ajudar en el disseny de nivells topogràfic del joc.
Hi ha diverses diferències de rendiment entre les versions de Wii U i de Switch. La versió de Wii U executa el joc a una resolució 720p i a 30 fotogrames per segon. La versió de Switch té uns sons ambientals millorats i s'executa a 900p a 30 fotogrames per segon en mode televisor, però si no es col·loca a la base el joc funciona a 720p, la resolució nativa de la pantalla de la Switch. Després d'un període de desenvolupament de cinc anys, el joc s'ha daurat el 3 de febrer de 2017, amb Nintendo organitzant un esdeveniment per celebrar-ho.

## Promoció i estrena
El 23 de gener de 2013, Eiji Aonuma va manifestar durant una transmissió Nintendo Direct que un nou joc de Zelda s'estava desenvolupant per a Wii U i que aquest desafiaria algunes de les convencions de la sèrie, tals com l'ordre en què els jugadors completen els calaboços. A l'esdeveniment digital de Nintendo a l'E3 2014, Nintendo va revelar per primer cop imatges dels jocs, en les que es notaven gràfics en alta definició i un estil visual cel-shading, amb un llançament programat per a 2015.
El 27 de març de 2015, Aonuma va confirmar a un comunicat que el joc s'endarreriria, ja que la intenció era fer el joc de Zelda més complet, i que l'equip de desenvolupament mirava més enllà de 2015 en el que es referia al llançament. A la convenció del juny d'aquell any, Reggie Fils-Aime, president i CEO de Nintendo of America, va dir a una entrevista que el joc sortiria el 2016. Durant l'E3 2015, el director executiu sènior i creador de Zelda, Shigeru Miyamoto, va reafirmar que el joc continuava programat per a sortir per a la Wii U, tot i el desenvolupament de la Nintendo Switch, aleshores coneguda com a NX. El 27 d'abril de 2016, Nintendo va anunciar que l'estrena d'endarrediria al 2017, degut a problemes amb el motor físic del joc, i que el joc sortiria per a Wii U i Switch alhora. A la presentació Treehouse de la companyia a l'E³ 2016 el juny, va revelar-se que el subtítol del joc era Breath of the Wild. La versió de Wii U de Breath of the Wild va ser l'únic joc de Nintendo que es va poder provar a la convenció.
A la presentació de la Nintendo Switch el 13 de gener de 2017, Nintendo va ensenyar un nou tràiler del joc revelant que s'estrenaria juntament amb la Switch el 3 de març de 2017. Just després de l'esdeveniment, es va anunciar que a Amèrica del Nord la versió de Switch estaria disponible en edicions limitades "Special Edition" i "Master Edition", que ambdós inclouen un ull Sheikah, un tapís amb el mapa del món, un disc amb la banda sonora i estoig per a la consola. La Master Edition inclourà tot això més una figura representant la Master Sword. A Europa també sortirà una "Limited Edition" amb la figura de la Master Sword i el disc com a extres. Fils-Aime va dir a Polygon que el joc seria l'últim creat per Nintendo per a la Wii U. El febrer de 2017, Nintendo va anunciar que el joc comptaria amb contingut descarregable (DLC), el que afegirà més contingut addicional al joc, amb dos altres paquets a sortir el 2017. El director del joc Hidemaro Fujibayashi, el director de programació Takuhiro Dohta, el director artístic Satoru Takizawa dirigiran la presentació anomenada "Change and Constant – Breaking Conventions with The Legend of Zelda: Breath of the Wild" ("canvi i constant – trencant costums amb The Legend of Zelda: Breath of the Wild" a la Game Developers Conference del 2017 l'1 de març.

## Recepció

### Crítica
The Legend of Zelda: Breath of the Wild ha estat "aclamat universalment", segons l'agregador de puntuacions de videojocs Metacritic, amb una nota mitjana de 98 sobre 100 basada en 56 crítiques per a la versió de Switch. És el segon joc més ben rebut de tots els temps segons el web, juntament amb quatre jocs més que també tenen una puntuació de 98 i només superat per The Legend of Zelda: Ocarina of Time (1998) amb el seu 99.
Jose Otero de IGN va aclamar les batalles i el món obert del joc anomenant-lo "una obra mestra en el disseny de mons oberts" i "un sandbox meravellós ple de misateri, on pengen dotzenes i dotzenes de coses temptadores davant tu que demanen ser explorades." GameSpot el va anomenar "el joc més impressionant" que Nintendo ha creat, apreciant la manera en què "pren els dissenys i les mecàniques perfeccionades amb altres jocs i les torna a treballar amb els seus propis propòsits per crear quelcom totalment nou, però també amb quelcom que continua semblant per excel·lència un joc de Zelda." L'anàlisi va declarar que el joc és "tant un retorn a la forma i una volta en territori inexplorat, i supera les expectacions d'ambdós costats." La revista Edge va assenyalar que "la màgica que donen totes les eines al primer moment és el coneixement que la solució a qualsevol problema ja la tens a disposició, i que sempre pots canviar d'estratègia." La publicació va aclamar el món del joc, dient que és un "absolut i incessant plaer de perdre's-hi," acabant que "des de Ocarina of Time que no hem trepitjat un món que sembli tant al·lucinantment vast, que sembli tant infal·liblement màgic, que es faci tant inexorablement fascinant. […] Fa dinou anys, Ocarina es mantenia com la millor marca d'una de les sèries més grans i estimades. Ara l'hem de col·locar en segon lloc." La publicació el va premiar amb una puntuació perfecte, fent-lo el 29è joc (comptant puntuacions perfectes retrospectives) en rebre aquesta puntuació de part de la revista. Breath of the Wild va esdevenir el quart joc de la sèrie Zelda en rebre una puntuació perfecta de Famitsu.
Kotaku va recomanar jugar al joc sense fer cas al minimapa ni indicadors, en lloança dels senyals indirectes que donen la mateixa informació, com en Link tremolant quan té fred o punts de referència que apareixent a distància utilitzant les ulleres de llarga vista. Els periodistes van començar com els vilatans responien diferent quan en Link es desvestia, i com als jugadors no se'ls permetia acariciar els gossos del joc, donat el nivell de detall immersiu de la resta del joc.

### Pre-llançament i premis
Davant la primera presentació pública, el joc va rebre comentaris positius. Abans que el joc s'endarrerís, GameTrailers va posicionar aquest joc al número 1 de la seva llista dels jocs més anticipats de 2015, citant la seva llibertat l'exploració i la nova "filosofia de disseny, la qual reinventa el que un Zelda pot ser mentre torna les seves arrels". Una setmana després, una votació feta pel web va portar el joc a segon lloc, darrere de The Witcher 3: Wild Hunt. Quan es va endarrerir a 2016, GameTrailers va posar el joc al número 10 de l'edició 2016 de la llista. No obstant, el joc va ser el tercer més anticipat de l'any a l'enquesta 2016 del web, darrere de Persona 5 i FInal Fantasy XV.
Després d'ensenyar-se a l'E3, Breath of the Wild va tenir una aclaparadora resposta positiva de fans i crítics. CNET va dir que ensenyar el joc a la convenció et "trauria l'alè". IGN va anomenar el joc "el joc més obert de Zelda que més estàvem esperant", i Engadget el va anomenar "el proper clàssic de Nintendo". Ars Technica va criticar la renovada èmfasi del joc i la seva exploració de món obert. Eurogamer el va anomenar "el projecte més tecnològicament ambiciós de Nintendo fins ara", però va veure que la Wii U a vegades tenia problemes per aguantar els 30 fotogrames per segon durant la demo de l'E3.
Diversos desenvolupadors japonesos van considerar-lo el millor joc de l'E3 segons una enquesta de Famitsu. La revelació de The Legend of Zelda: Breath of the Wild el primer dia de l'E3 2016 va tenir un gran èxit a les xarxes socials, segons una investigació dels especialistes Brandwatch. Quan l'equip va començar a jugar-lo en la seva transmissió online, el nou Zelda va tenir 20.000 mencions en una hora, i 70.000 al cap del dia. No obstant, les mencions a Nintendo per internet només van ser d'un 9%.
El joc va guanyar diversos premis d'E3 2016 d'IGN i Destructoid, incloent el de Millor joc de Wii U, Millor joc d'aventura i Joc del xou.
 Per les Game Critics Awards de l'E3 2016, va guanyar els premis de Millor del xou, Millor joc de consola i Millor joc d'acció/aventura. També va estar llistat dins els millors a l'E3 d'Eurogamer, GameSpot, i GamesRadar. A finals de 2016, Breath of the Wild va rebre dos premis a la Gamescom i va rebre el premi a joc més anticipat de les The Game Awards 2016.
Una setmana abans de l'estrena, Peter Brown (GameSpot) va dir que Breath of the Wild era "un fort contendent del millor joc de Zelda de tots els temps". Diversos crítics van veure que el joc era el més desafiador de la sèrie, com Arthur Gies de Polygon.

## Seqüela
A l'E3 2019 es va anunciar una seqüela sense títol per a Switch. Va ser concebut durant la planificació del DLC de Breath of the Wild; a l'equip se li van ocórrer massa idees, algunes de les quals no es van poder implementar a causa de restriccions tècniques, de manera que van decidir utilitzar-les per a un nou joc. Segons Aonuma, la seqüela es construiria sobre el món original amb una nova història i elements de joc. Fujibayashi va dir que repetiria el paper de director.